# Біблійна пісня
Біблійна пісня — богослужбовий біблійний текст, структурно і семантично подібний псалму, але взятий не з Псалтиря, а з інших книг Св. Письма. У католицькому богослужінні молитва розспівується на стандартний псалмовий тон з відповідним антифоном в оффіції (службі годин); новозавітні пісні звучать в кульмінаційні моменти служб.
Тексти новозавітних пісень, взяті з Євангелія від Луки:
- Benedictus Dominus Deus Israel; пісня Захарії (Лк. 1: 68–79), у лаудах;
- Magnificat anima mea Dominum; славослів'я Діви Марії (Лк. 1: 46–55), на вечірні;
- Nunc dimittis servum tuum Domine; пісня Симеона (Лк. 2: 29–32), на повечірні.

Старозавітні пісні взяті з різних книг; виспівуються як лауди, в залежності від дня тижня:
- Benedicite, omnia opera Domini, Domino ; пісня трьох юнаків (Дан. 3: 57–88, 3:56), в неділю і у свята;
- Confitebor tibi, Domine, quoniam iratus es mihi; пісня пророка Ісаї (Іс. 12: 1–6), в понеділок;
- Ego dixi: In dimidio dierum meorum vadam ad portes inferi; пісня Єзекії (Іс. 38: 10-20), у вівторок;
- Exsultavit cor meum in Domino, et exaltatum est cornu meum in Deo meo; пісня Анни (1Цар. 2: 1–10), в середу;
- Cantemus Domino: gloriose enim magnificatus est; пісня Мойсея (Вих. 15: 1–19), в четвер;
- Domine, audivi auditionem tuam, et timui [10]; пісня Авакума (Ав. 3: 2–19), в п'ятницю;
- Audite, caeli, quae loquor: audiat terra verba oris mei; пісня Мойсея (Втор. 32: 1–43), в суботу.